# Phalaca grylloides
Phalaca grylloides är en insektsart som först beskrevs av Walker, F. 1870.  Phalaca grylloides ingår i släktet Phalaca och familjen gräshoppor.

## Underarter
Arten delas in i följande underarter:
- P. g. rufovittata
- P. g. grylloides
- P. g. buruensis
- P. g. nigripes